# Absturzsichernde Verglasung

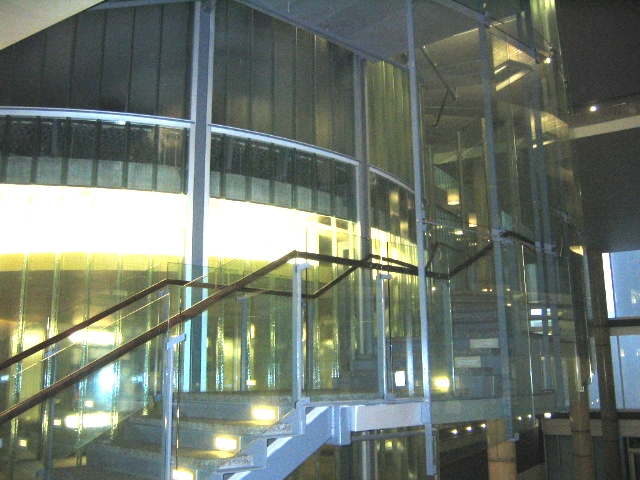
Absturzsichernde Verglasung mit Handlauf an einer Treppe

Bei absturzsichernden Verglasungen handelt es sich im Bauwesen um Verglasungen verschiedener Art, die das seitliche Abstürzen von Personen verhindern. Dazu zählen Vertikalverglasung, Glasbrüstungen mit durchgehendem Handlauf sowie Geländerausfachungen aus Glas. Der mindestens zu sichernde Höhenunterschied wird in der jeweiligen Landesbauordnung festgelegt, liegt allerdings häufig bei über einem Meter. Absturzsichernde Verglasungen waren in Deutschland über die Technischen Regeln für die Verwendung von absturzsichernden Verglasungen (kurz TRAV) geregelt. Diese wurden vom Deutschen Institut für Bautechnik (DIBt) herausgegeben. In diesen Regeln wurden folgende drei Kategorien unterschieden:
- Linienförmig gelagerte Vertikalverglasung ohne Brüstungsriegel oder Holm (Kategorie A)
- am unteren Rand linienförmig gelagerte Glasbrüstung mit Handlauf (Kategorie B)
- keine Abtragung von Horizontallasten in Holmhöhe (Kategorie C)

Entsprach das System nicht den Vorgaben der TRAV, gab es die Möglichkeit, diese Verglasungen über eine Allgemeine bauaufsichtliche Zulassung (AbZ) oder eine Zulassung im Einzelfall (ZiE) prüfen und genehmigen zu lassen.
Inzwischen wurden die Technischen Regeln für die Verwendung von absturzsichernden Verglasungen durch die DIN 18008-4 Glas im Bauwesen – Bemessungs- und Konstruktionsregeln – Teil 4: Zusatzanforderungen an absturzsichernde Verglasungen abgelöst.